# 李元 (1947年)
李元（1947年—），上海嘉定人，中华人民共和国政治人物。
李元毕业于中国人民大学，此后就职于太原钢铁公司。1977年，进入中华人民共和国冶金部、石油工业部工作，担任中国石油天然气勘探开发公司副总经理。1986年，进入中央办公厅，负责经济组。1994年，起用为国家土地局副局长。2004年10月，任国土资源部党组副书记、副部长，2008年改任第十一届全国政协人口资源环境委员会副主任，后因牵入《国土资源报》社前社长刘允洲受贿案而被撤职。